# Webnode
Webnode é um sistema online de criação e edição de Websites, desenvolvido pela Westcom, sro, uma empresa sediada em Brno, República Checa. Ela pode ser comparada com outras plataformas online, como a Weebly.
Também oferece ferramentas de design, permitindo aos utilizadores criar um Website com elementos do tipo: "arrastar-e-soltar em formatos" como blogs, fóruns, bibliotecas de fotos, caixas de feedback, etc. 

Webnode atualmente regista mais de 15 milhões de clientes.

## História
Westcom, Ltd. iniciou o desenvolvimento da Webnode em setembro de 2006, tendo o seu lançamento oficial 16 meses depois, em janeiro de 2008.
Originalmente, desde 2002, a empresa Westcom criou aplicações online para os grandes clientes; e tinha desenvolvido um sistema que poderia ser usado para tornar mais fácil aos programadores lançar e criar novos sites. A partir deste sistema de enquadramento que foi desenvolvido, veio a ideia de criar uma ferramenta de construtor de sites para clientes não-técnicos.
Primeiro, foi lançada a versão Checa e Eslovaca. Em seguida, esta tornou-se operacional no início de junho. Até o final de 2008, Webnode tinha mais de 200.000 utilizadores em mais de 80 países ao redor do mundo, incluindo os Estados Unidos, Espanha e China. Dez anos depois, em 2018, ultrapassou mais do que 2.000.000 clientes e teve 12 versões linguísticas.

Atualmente, registra mais de 30.000.000 clientes, espalhados por todo o mundo.

## Características
Webnode é uma drag-and-drop construtora de sites online com três soluções diferentes de Website: sites pessoais; sites de negócios; e sites de comércio virtual.
O sistema pode estar sob a maioria dos navegadores de Internet comum, como o Internet Explorer, Mozilla Firefox, Netscape, Google Chrome, Safari e Opera.
Uma característica notável de Webnode é a possibilidade de criar e editar o site a partir de um smartphone com conexão à Internet.

## Serviço
O sistema é oferecido com o modelo de negócio Freemium, tendo uma oferta gratuita com limitações; e a possibilidade de atualização para pacotes Premium, que oferecem mais espaço de armazenamento, largura de banda e recursos extras.
O sistema também oferece formulários para os sites.